# Ондрејовце
Ондрејовце (слч. Ondrejovce) насељено је мјесто са административним статусом сеоске општине (слч. obec) у округу Љевице, у Њитранском крају, Словачка Република.

## Становништво
| Година:    | 1994. | 2004.   | 2014.   | 2024.   |
| ---------- | ----- | ------- | ------- | ------- |
| Број људи: | 457   | 465     | 467     | 425     |
| Разлика:   |       | +1,75 % | +0,43 % | -8,99 % |

| Година:    | 2023. | 2024.   |
| ---------- | ----- | ------- |
| Број људи: | 445   | 425     |
| Разлика:   |       | -4,49 % |

Према подацима о броју становника из 2011. године насеље је имало 466 становника.